# Friedrich Wegener
Friedrich Wegener (Varel, 7 april 1907 – Lübeck, 9 juli 1990) was een Duits patholoog die bekend werd door zijn beschrijving van de ziekte van Wegener of Granulomatose van Wegener. In 1976 kreeg hij een eredoctoraat van de universiteit van Lübeck in Annerkennung seiner außerordentlichen Verdienste um die Entdeckung und Erforschung der seinen Nahmen tragenden Erkrankung.
Wegener sloot zich op 1 mei 1933 aan bij de NSDAP en was op z'n vroegst al sinds september 1932 lid van de Sturmabteilung, waarin hij in 1938 opklom tot de rang van luitenant-kolonel. Tijdens de Tweede Wereldoorlog werkte hij onder meer als militair patholoog in Łódź, waar hij ook autopsies uitvoerde op slachtoffers van de transporten naar vernietigingskamp Chełmno. Wegeners naziverleden was in 2010 aanleiding voor de American College of Rheumatology (ACR), de American Society of Nephrology (ASN) en de Europese liga tegen reuma (Eular) om voortaan naar de ziekte van Wegener te refereren als 'granulomatose met polyangiitis' (GPA).